# Eduard Soghomonian
Eduard Soghomonian (orm. Էդուարդ Սողոմոնյան; ur. 19 lutego 1990) – ormiański, a od 2015 roku brazylijski zapaśnik walczący w stylu klasycznym. Dwukrotny olimpijczyk. Zajął szesnaste miejsce w Rio de Janeiro 2016 w kategorii 130 kg i trzynaste w Tokio 2020 w kategorii 130 kg
Dziesiąty na mistrzostwach świata w 2022 roku. 
Piąty na igrzyskach panamerykańskich w 2023. Wicemistrz panamerykański w 2016 i 2022; trzeci w 2023. Mistrz Ameryki Południowej w 2015. Piąty na MŚ juniorów w 2010 roku.